# Pintura gòtica

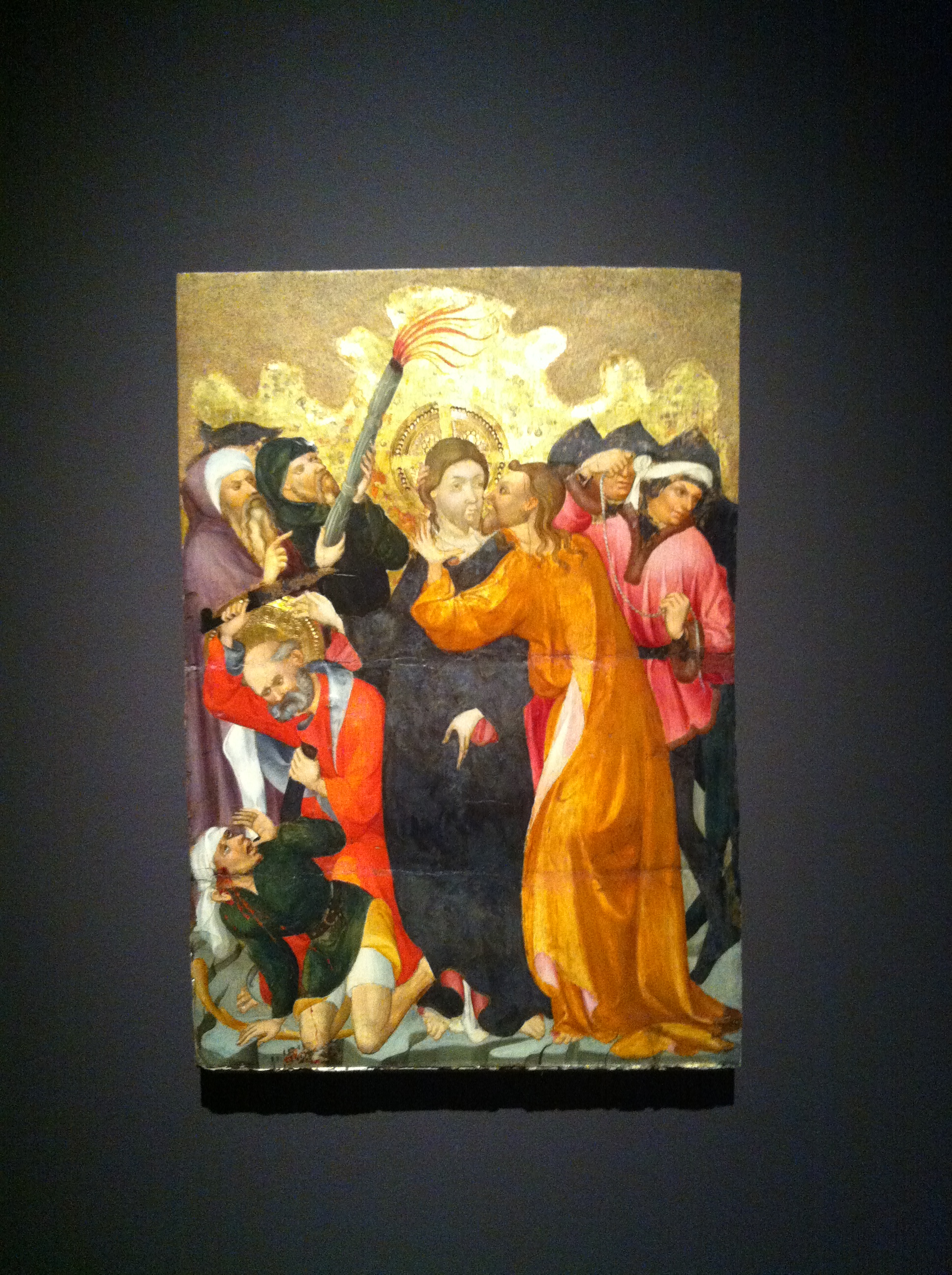
El petó de Judes

La pintura gòtica es part de l'Art gòtic. L'origen es data el segle XII a l'Illa de França, mig segle després del començament de l'arquitectura i l'escultura gòtica. La transició entre el romànic i el gòtic és molt imprecisa, però podem veure en les característiques d'aquest estil una pintura més fosca i emocional que en el període precedent. Representa sobretot el començament de la pintura profana, és a dir, la pintura que tracta assumptes que no són religiosos. La pintura Gòtica es va desenvolupar a Occident (cap a 1200 a Anglaterra, França, Alemanya), però disposa del seu clímax a Itàlia amb la pintura del Trecento.
Destaca el major realisme del retrat, amb personatges amb emocions i que abandona la perspectiva totalment plana i augmenta el nombre de pigments utilitzats. Les pintures es fan encara al fresc en parets, tot i que es van substituint per enormes vitralls de colors, o bé sobre fusta en retaules, encara no s'usen els quadres. Destaquen igualment les il·luminacions als llibres, que eren tots manuscrits, ja que l'aparició de la impremta és un dels fets que marcarien un canvi d'època: l'edat moderna i el renaixement.
El desenvolupament de l'arquitectura gòtica amb la progressiva substitució del mur per grans finestrals amb vitralls de colors que permeten el pas vers l'espai interior d'una llum policroma i matisada, va portar, en les grans catedrals gòtiques de França, a la pràctica desaparició de la pintura mural que s'havia desenvolupat àmpliament en els murs de les esglésies romàniques.
S'ha dit que la pintura gòtica té el seu espai propi en els grans vitralls de les Catedrals i en les miniatures policromes dels llibres (il·luminacions), però pel que fa a la pintura pròpiament dita, aquesta subsistí en els retaules, en les taules pintades que formen els frontis o els laterals dels altars i en els murs de les capelles laterals.
Els pintors de la Toscana van continuar la tradició de la gran pintura mural i del mosaic, ja que l'arquitectura gòtica no va arrelar mai a Itàlia com a França. La "italobizantina" dels mosaics i frescos evolucionà durant el Duocento, i a les Esglésies Superior i Inferior d'Assís, on van coincidir les escoles senesa i florentina tingueren lloc una sèrie d'innovacions que van canviar per sempre la Història de la Pintura. Giotto, el més gran pintor del Trecento, realitzà l'interior de la capella dels Scrovegni de Pàdua, una obra clau que, com Giotto, era plenament gòtica però anticipa ja el Renaixement.

## Etapes
Les etapes de la pintura gòtica són:
- Pintura francogòtica
- Pintura del Trecento
- Pintura gòtica internacional
- Primitius flamencs

### Pintura francogòtica
La pintura francogòtica o el Gòtic lineal és l'estil pictòric que té origen a França durant els segles xii i xiii i que s'expandeix per tot Europa. Malauradament es conserven poques obres d'art d'aquesta època. Les tècniques pictòriques més emprades són:
- El vitrall ocupa l'espai que abans tenia la pintura al fresc.

L'obertura dels finestrals a les catedrals transmet la nova manera d'entendre la relació del creient amb el Ser suprem segons els designis de l'abat Suger de l'abadia benedictina de Saint-Denis, el monestir reial de França. No és a través d'una presència física als murs (pintura al fresc), sinó mitjançant una unió mística i espiritual representada per la penetració de la llum a través dels vitralls. En aquest estil predomina la línia davant del color, les composicions acostumen a estar organitzades de manera radial.
- La miniatura.

Les miniatures que il·lustren els manuscrits medievals consistien en petites composicions : pintures o dibuixos de figures emmarcades en les lletres inicials o en guarnicions com medallons, arabescs, etc.
En el període romànic i en el primer gòtic els temes tenien caràcter sagrat, la seva composició estava influïda per criteris similars als que regien per als vitralls de les Catedrals i esglésies del propi període.
- La pintura sobre taula.
- La pintura mural va perdent rellevància, a excepció d'Itàlia.

La pintura francogòtica parteix de la tradició de l'art romànic i rep influències de l'art romà d'Orient i del Duocento.

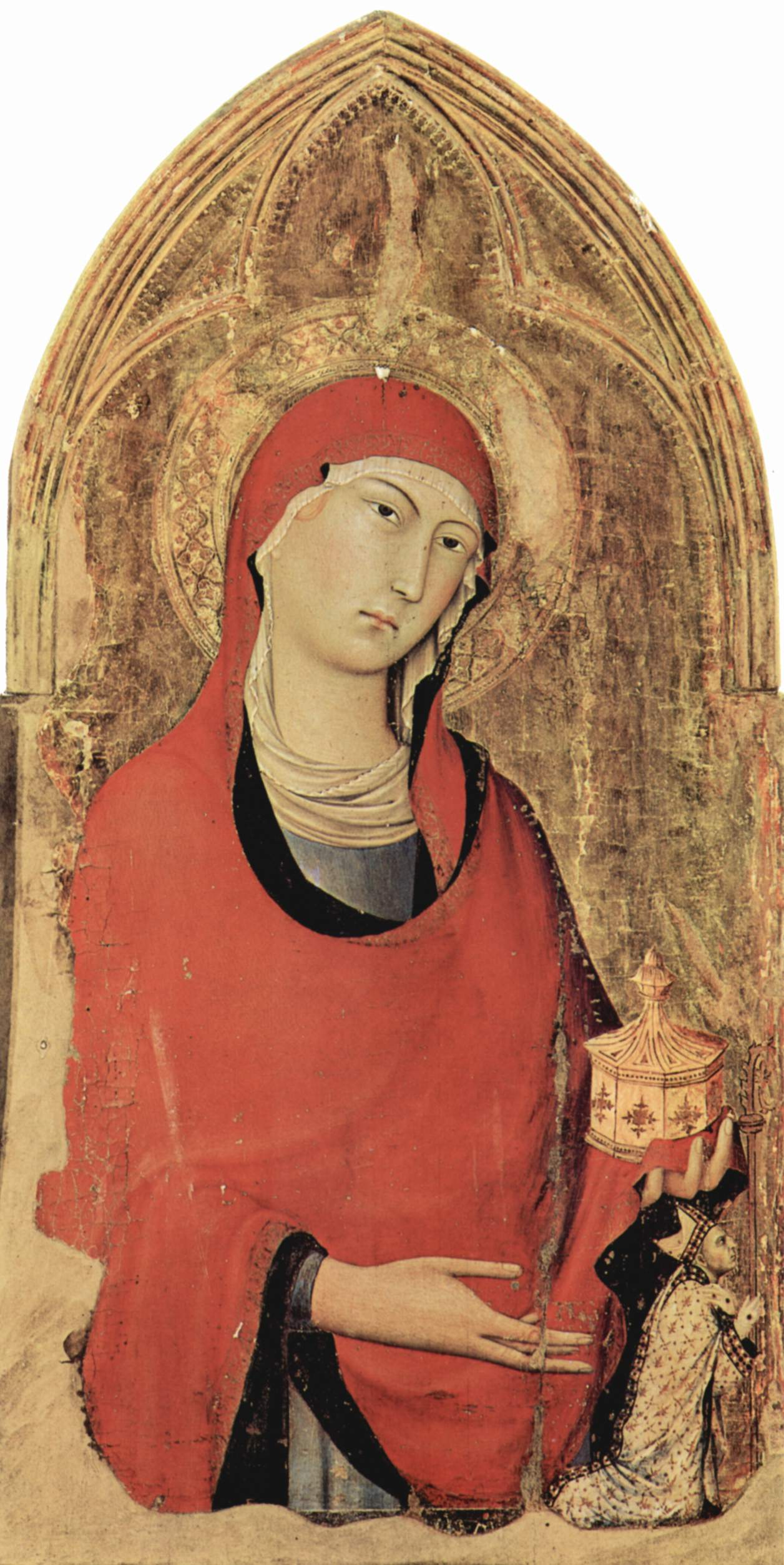
Simone Martini, Maria Magdalena, Detall del retaule de l'Altar Major (1321), Orvieto, Itàlia.

### Pintura del Trecento
Al segle XIV, es va substituir l'estil francogòtic per les tendències italianes influenciades per l'humanisme. A Itàlia, el predomini de la vidriera no es va imposar amb l'excepció de Milà i la Catedral de Todi, i la tradició muralista no s'havia interromput des de l'antiguitat clàssica, de tal forma que la pintura va subsistir tant en els murs de les esglésies i en les capelles laterals com en retaules i en la pintura sobre taula que formen els frontis i els laterals dels altars. Pintors influents del període foren Pietro Cavallini, Cimabue, Giotto di Bondone, Duccio di Buonasegna, Simone Martini, Ambroglio i Pietro Lorenzetti. A la Toscana, les escoles senesa i florentina, amb el Giotto com a més gran pintor del Trecento, van continuar la tradició de la gran pintura mural, ja que l'arquitectura gòtica no va arrelar mai a Itàlia com a França. Aquesta pintura toscana del Trecento, essent plenament gòtica, anticipa ja el Renaixement.
- Escola florentina
- Escola senesa

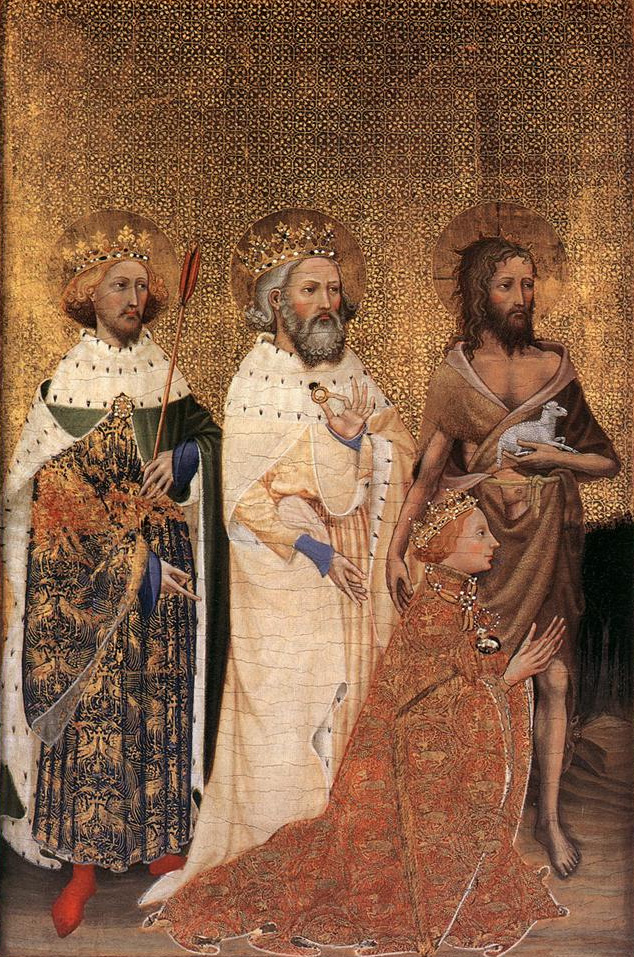
Part esquerra del Díptic de Wilton, El Rei Ricard II és encomanat a la Verge, part esquerra, vers (1395), National Gallery de Londres.

### Gòtic internacional
A mitjans del segle xiv apareix l'estil internacional, com a resultat de la fusió de la influència francesa i italiana: ara, els temes, encara que religiosos, s'interpreten com profans, els sants es transformen en distingits cavallers i distingides dames, que es desenvolupen amb posats exageradament afectats en ambients palatins.

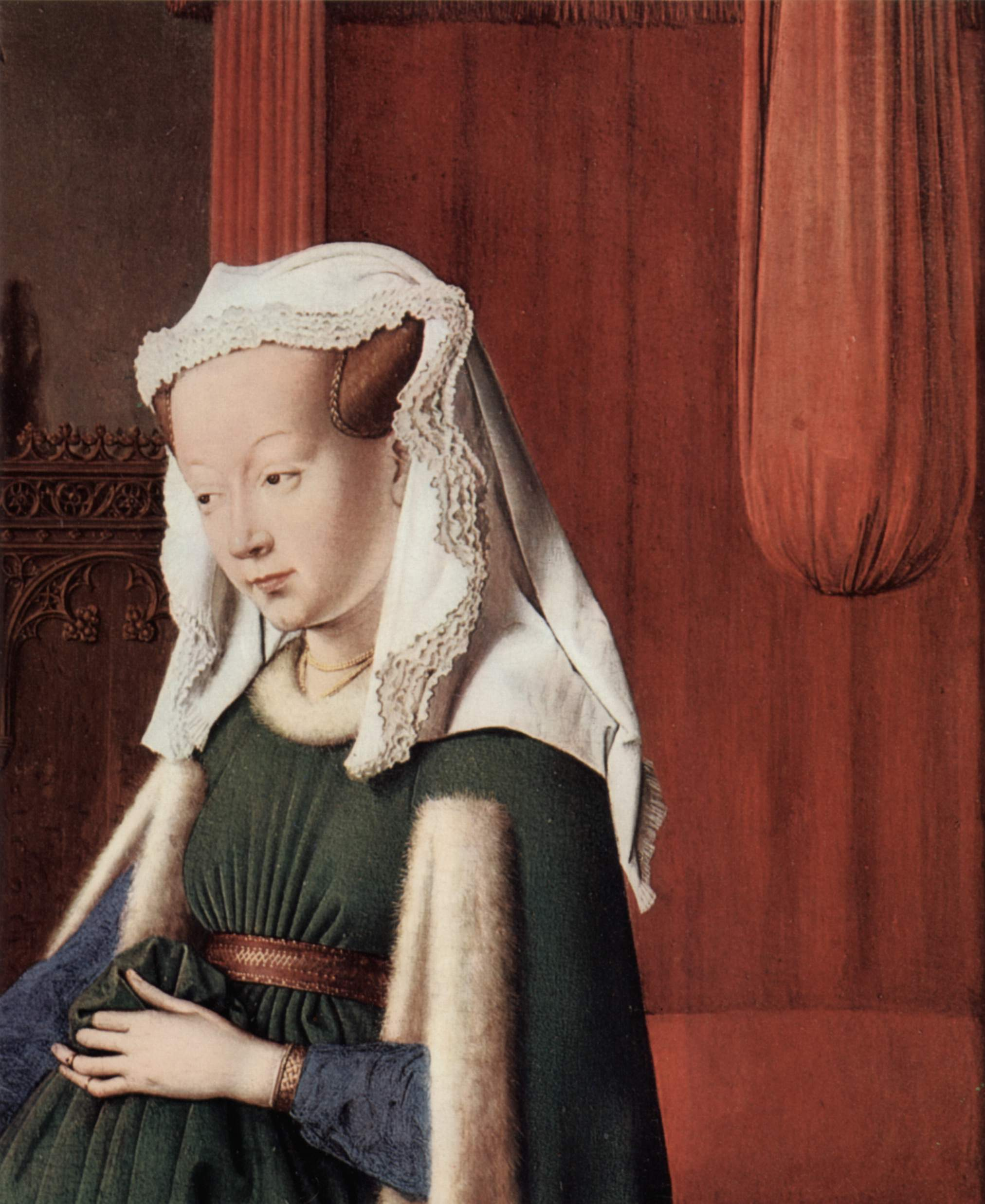
Giovanna Cenami, esposa de Giovanni Arnolfini, detall del «Retrat dels Arnolfini», vers (1434), National Gallery de Londres

### Primitius flamencs
Al segle xv a les ciutats de Flandes (actualment Benelux) són un motor comercial com artesanal on es genera una escola de pintors que es distingeixen per la seva excepcional qualitat. La major part de les obres són encàrrecs privats per a l'aristocràcia o la burgesia, pel que tenen un fort contingut civil i profà. Trets destacats de la pintura flamenca del segle xv serien: 
1. Gèneres: Predominen els quadres religiosos encara que, sovint, s'interpreten com successos quotidians; de fet, és comú que qui encarrega l'obra, és a dir, el donant, aparegui en l'escena com un personatge més; a partir de la presència del donant es desenvolupa un nou gènere: el retrat.
2. Tècnica: Es desenvolupa un nou procediment, l'oli sobre taula, superior al tremp en tots els sentits.
3. Estil: encara que se'ls consideri gòtics, la seva rica gamma cromàtica, la seva concepció de la perspectiva i el seu avançat tractament de la llum permeten considerar-los ja en un Renaixement primerenc.

Altres característiques: 
1. L'alt nivell de minuciositat en la representació dels detalls, els teixits, els objectes, els paisatges i sobretot, la fidelitat dels rostres.
2. Simbolisme: amb freqüència, darrere dels objectes més trivials hi ha missatges ocults convertint els quadres en autèntiques al·legories.
3. Convencionalismes heretats del gòtic que resten veracitat a l'escena: composició confusa, plecs angulosos, gestos forçats, solemnitat excessiva i, de vegades, un cert hieratisme.

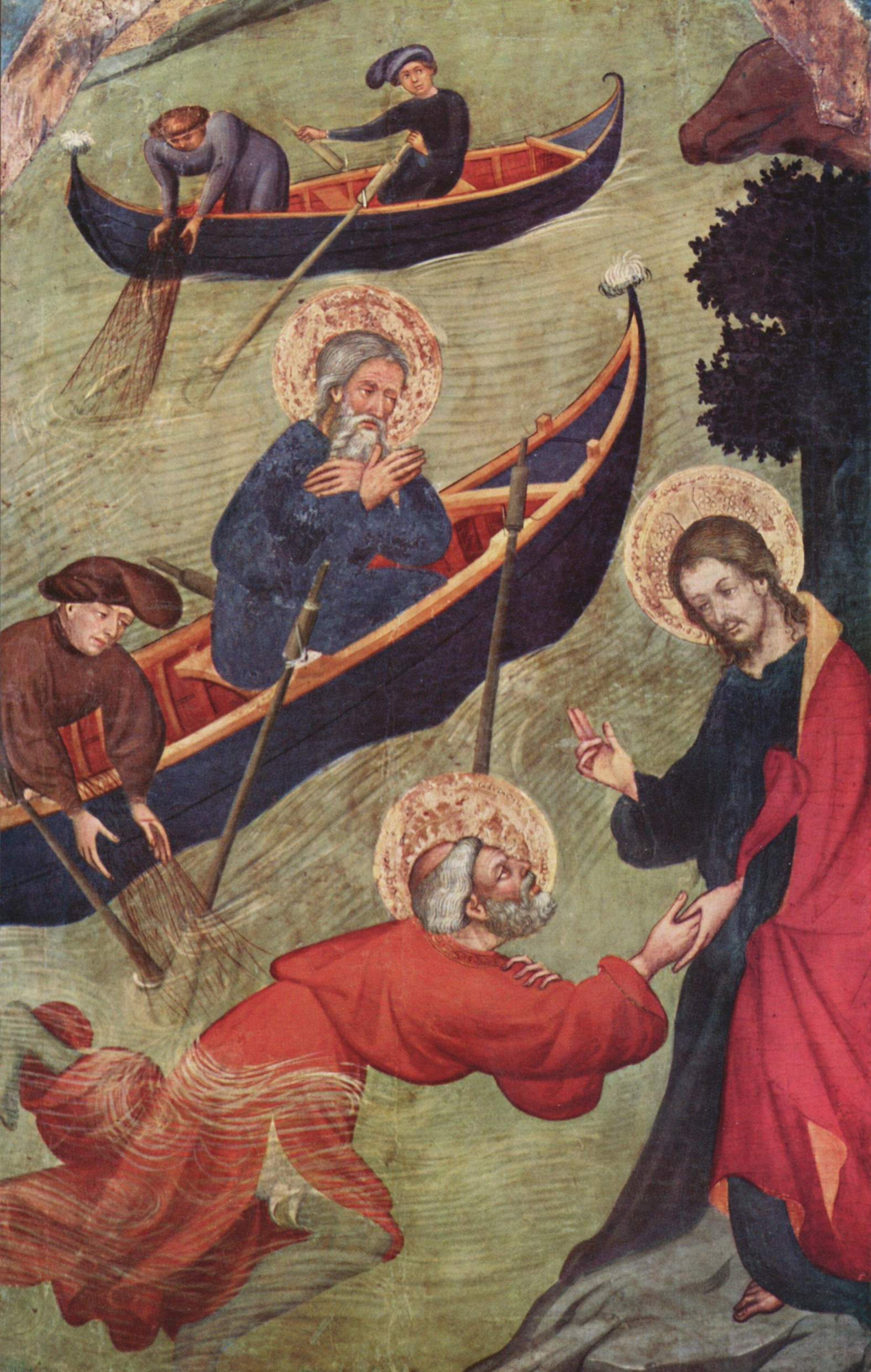
Lluís Borrassà, Sant Pere salvat de les aigües, (1411) Església de Santa Maria de Terrassa.

## La pintura gòtica a la Corona d'Aragó
La pintura gòtica a la Corona d'Aragó es divideix en quatre fases: 
1. Gòtic lineal o franco-gòtic (1275 - 1350), primera etapa en la qual destaquen els murals amb caràcter exaltador alhora que cronista de les conquestes militars.
2. Italogòtic (1325 - 1400), segona etapa on influeix l'Escola senesa i l'Escola florentina.
3. Gòtic internacional (1375 - 1435) la Corona d'Aragó s'adscriu a l'estil internacional, barreja de la tendència del dibuix francès i la malenconia i la tècnica italianes.
4. Gòtic internacional amb influència flamenca (1420 - 1495) es rep l'estil flamenc i la seva principal innovació: la pintura a l'oli.